# Spitzenkörper
Le spitzenkörper est un organite spécifique à certains mycètes (champignons) et présent à la pointe des hyphes, dont il est un élément essentiel de la croissance et de la morphogenèse. Le cytoplasme de la pointe des hyphes en croissance est occupé presque exclusivement par des vésicules sécrétoires et des microvésicules. Chez les mycètes supérieurs (ascomycètes et basidiomycètes), ces vésicules s'arrangent en coquille sphérique qui constituent le spitzenkörper, ou « corps apical » — de l'allemand Spitzen signifiant « pointe », « sommet », et Körper désignant ici un « organite ». Les oomycètes et certains eumycètes inférieurs tels que les zygomycètes ne contiennent pas de spitzenkörper identifiable, et les vésicules sont au contraire réparties de manière diffuse dans le dôme apical.
Les vésicules s'organisent autour d'un espace central qui contient un maillage dense de filaments d'actine (microfilaments). Des polysomes sont souvent présents près de la limite postérieure du noyau des spitzenkörper, tandis que des microtubules se prolongent dans et souvent à travers ces organites, avec des corps de Voronine dans la région apicale à proximité. La position du spitzenkörper à l'extrémité des hyphes détermine la direction de la croissance. Ces organites font partie du système endomembranaire fongique.